# Calanthe ceciliae
Calanthe ceciliae är en orkidéart som beskrevs av Heinrich Gustav Reichenbach. Calanthe ceciliae ingår i släktet Calanthe och familjen orkidéer. Inga underarter finns listade i Catalogue of Life.